# Helina huaxia
Helina huaxia är en tvåvingeart som beskrevs av Feng 1999. Helina huaxia ingår i släktet Helina och familjen husflugor. Inga underarter finns listade i Catalogue of Life.